# پی‌اس‌آر بی۱۹۳۷+۲۱
پی‌اس‌آر بی۱۹۳۷+۲۱ یک ستاره است که در صورت فلکی روباهک قرار دارد.